# Межигір
Межи́гір — село в Україні, у Жванецькій сільській територіальній громаді Кам'янець-Подільського району Хмельницької області.

## Назва
Первинна назва села — «Рожалівка» втрачається у другій половині XIX століття, з’являється нова – Межигір, яка вказує на місцезнаходження, особливості рельєфу території.

## Географія
Наддністрянське село Межигір розкинулося поблизу Дністра, на його лівому березі, за 23 кілометрів від Кам’янця-Подільського та за 9,3 кілометри від автошляху національного значення Н03. Селом тече невелика річка Рудка, яка на південь від села біля Слобідки-Малиновецької впадає в річку Дністер.

### Клімат
Межигір знаходяться в межах вологого континентального клімату із теплим літом у так званому «теплому Поділлі», тут весна настає на 2 тижні раніше.

## Історія
Поселення виникло після 1820 року і отримало назву Рожалівка.
У 1862 році первинна назва села втрачається і з’являється нова – Межигір.
Внаслідок поразки визвольних змагань на початку XX століття, село надовго окуповане російсько-більшовицькими загарбниками.
Радянська окупація принесла колективізацію та розкуркулення, мешканці села зазнали репресій.
В 1932–1933 селяни села пережили сталінський геноцид.
З 1991 року в складі незалежної України.
8 вересня 2017 року шляхом об'єднання сільських рад, село увійшло до складу Жванецької сільської громади, до цього органом місцевого самоврядування була Сокільська сільська рада.

## Населення
Населення становить 113 осіб станом на 2001 рік. 

### Мова
У селі поширені західноподільська говірка та південноподільська говірка, що відносяться до подільського говору, який належить до південно-західного наріччя.

## Охорона природи
Село лежить у межах національного природного парку «Подільські Товтри».